# Otto Peters (Pädagoge)
Otto Peters (* 6. Mai 1926 in Berlin) ist Gründungsrektor  und emeritierter Professor der Fernuniversität in Hagen, Deutschland.
Er hat Beiträge zur konzeptionellen Entwicklung des Fernstudiums und seiner Theoriebildung geleistet. In der Monografie Distance education and industrial production: a comparative interpretation in outline (1967) beschrieb er das Fernstudium als die meist industrialisierte Form des Lehrens und Lernens. Er nahm dabei Begriffe aus der Betriebswirtschaftslehre mit auf, wie z. B. Arbeitsteilung, Produktionslinie, Massenproduktion, Planung und Technisierung, um die industriellen Strukturelemente des Fernstudiums zu verdeutlichen.

## Ausbildung
Peters absolvierte seine Schulzeit von 1932 bis 1940 in Berlin. Da er sich für Pädagogik interessierte, durchlief er danach von 1940 bis 1944 eine Lehrerausbildung in Neustadt (Westpreußen). Ab 1947 studierte er Geschichte, Anglistik, Philosophie, Psychologie und Pädagogik an der Humboldt-Universität zu Berlin. Nach seiner Relegation von dieser Universität setzte er 1955 seine Studien an der inzwischen gegründeten Freien Universität Berlin fort und schloss sie mit der Ersten Lehrerprüfung für den höheren Schuldienst im Jahre 1960 ab. 1972 beendete er seine akademischen Studien an der Eberhard Karls Universität Tübingen mit der Promotion zum Dr. phil. zum Thema Der Fernunterricht – eine  industrialisierte Form des Lehren und Lernens.

## Akademische Laufbahn
| Jahr          | Position                                          | Institution/Ort                                                | Akademische Arbeit                                                            |
| ------------- | ------------------------------------------------- | -------------------------------------------------------------- | ----------------------------------------------------------------------------- |
| 1945          | Lehrer                                            | Berlin-Kreuzberg                                               | Unterrichten                                                                  |
| 1963          | Sekretär                                          | Pädagogisches Zentrum Berlin                                   | Forschung                                                                     |
| 1963 bis 1969 | Stellvertretender Direktor der Abteilung Didaktik | Pädagogisches Zentrum Berlin                                   | Vergleichende Fernstudienforschung                                            |
| 1969          | Spezialist für Vergleichende Fernstudienforschung | Deutsches Institut für Fernstudium an der Universität Tübingen | Mehrere Veröffentlichungen                                                    |
| 1974          | Ordentlicher Professor für Didaktik               | Pädagogische Hochschule Berlin/Technische Universität          | Lehre und Forschung                                                           |
| 1975          | Gründungsrektor                                   | Fernuniversität Hagen                                          | Studierte das Fernstudium in Japan, China, Australien, USA und Großbritannien |
| seit 1991     | Emeritierter Professor                            | Fernuniversität Hagen                                          | Fernstudienforschung                                                          |

## Forschung
Peters begann und etablierte die Fernunterrichtsforschung schon 1964 allein auf weiter Flur. Deshalb wurde er zusammen mit Börje Holmberg „Vater der Fernstudienforschung“ genannt. Um die besondere  Relevanz des Fernstudiums an Hochschulen hervorzuheben, änderte er die bisher im Ausland auch in diesem Bereich meist kommerziell genutzte Bezeichnung „correspondence study“ in „distance education“. Diese wurde sehr schnell weltweit akzeptiert.
Sein grundlegender  Beitrag zur Theorie des Fernstudiums ist die Dissertation im Jahre 1973: „Die didaktische Struktur des Fernunterrichts. Untersuchungen zu einer industrialisierten Form des Lehrens und Lernens“. Hauptteile dieses Buches übersetzte er schon früh ins Englische, die dann von Desmond Keegan herausgegeben wurden.
Zunächst verfasste Peters seine Arbeiten auf Deutsch, aber seit den 1990er Jahren schrieb er seine Hauptwerke auf Englisch. Von 1969 bis 1974 beschäftigte er sich mit der vergleichenden Fernstudienforschung am Deutschen Institut für Fernstudium an der Universität Tübingen. Über 40 Jahre lang lag der Fokus seiner Forschung auf der Entwicklung und den konzeptionellen Veränderungen des Fernstudiums, insbesondere auf der Integration des Online Lernens. Als wichtigste Veränderung beschrieb er die weltweit erfolgte Gründung von über 80 open universities.  Er war der Meinung, dass nicht nur die Industrialisierung, sondern auch Kultur, Wirtschaft und Politik  einflussreich auf die jeweiligen Fernstudienaktivitäten sind.
Seine Forschungen sind in der ganzen Welt anerkannt. Ihm wurden fünf Ehrendoktortitel verliehen: Von der Open University in England, der Deakin University in Australien, New York University, USA, der Open University of Hong Kong und der Universidad de Guadalajara, Mexico. Zudem erhielt er den Preis für hervorragende Leistungen vom International Council for Open and Distance Education. Außerdem wurde er zum Mitglied der International Hall of Fame for Adult and Continuing Education gewählt.

## Veröffentlichungen
Peters’ erste theoretische Analyse des Fernstudiums wurde als 45-seitige Monografie 1967 veröffentlicht unter dem Titel „Das Fernstudium an Universitäten und Hochschulen: didaktische Struktur und vergleichende Interpretation: ein Beitrag zur Theorie der Fernlehre (Distance education at universities and higher education institutions: didactial structure and comparative analysis – a contribution to the theory of distance teaching)“. Teile dieser Monografie wurde von der Carl von Ossietzky Universität Oldenburg übersetzt und veröffentlicht. Sie können auch in D. Sewart, D. Keegan und B. Holmberg (Eds.) nachgelesen werden. Außer diesen frühen Veröffentlichungen schrieb Peters bisher 24 Bücher und unzählige Artikel über die Herausforderungen, konzeptionellen Entwicklungen und Perspektiven des Fernstudiums.
Einige seiner wichtigen Veröffentlichungen sind:
- Die didaktische Struktur des Fernunterrichts. Untersuchungen zu einer industrialisierten Form des Lehrens und Lernens. (The pedagogical structure of distance education. Analyses of an industrialized form of teaching and learning). Weinheim: Beltz, 1973.
- Die Fernuniversität. Das erste Jahr. Aufbau, Aufgaben, Ausblicke. (The Fernuniversität: the first year. Structure, tasks, prospects). Hagen: von der Linepe, 1976.
- Die Fernuniversität im fünften Jahr. Bildungspolitische und fernstudiendidaktische Aspekte (The Fernuniversität in its fifth year. Aspects of educational policy and methodology of distance education.) Köln: Verlag Schulvernsehen, 1981.
- Studium neben dem Beruf. Ergebnisse eines Forschungsprojekts. Co-author Raimund Pfundtner. (Higher education besides working for a living. Results of a research project.).Weinheim: Beltz, 1986.
- Otto Peters on Distance Education. Edited by Desmond Keegan. London: Kogan Page, 1994.
- Learning and Teaching in Distance Education. Pedagogical Analyses and Interpretations. London: Kogan Page, 2001.
- Distance Education in Transition. Developments and Issues. 1st edition, April 2002, 2nd edition, May 2002, 3rd revised and extended edition, July 2003,   4th revised and extended edition, November 2004, Reprint June 2006, reprint November 2007, 5th revised, extended and updated edition, November 2010. Oldenburg: Carl  von Ossietzky University of Oldenburg, Center for Lifelong Learning. (also online).
- Against the Tide. Critics of Digitalization. Warners, Sceptics, Scaremongers, Apocalypticists. Oldenburg: BIS University Oldenburg, 2012. (also online).

## Zusätzliche Forschung
In seinem neuesten Buch (2012) macht Peters auf weniger bekannte und kaum diskutierte Folgen der Digitalisierung aufmerksam.  Dabei versammelte er die Ansichten und Überzeugungen von zwanzig Kritikern der Digitalisierung, und zwar von Juristen, Informatiker, Kommunikationsexperten, Pädagogen und Philosophen. Eine Schlussfolgerung, zu der sie kamen, war, dass die Digitalisierung neben grandiosen Vorteilen auch erhebliche Nachteile mit sich bringt. Er fordert, dass beide Seiten dieser Entwicklung im Auge behalten werden, um Fehlentwicklungen frühzeitig zu erkennen. U.a. möchte Peters Face-to-Face-Interaktionen auch im Fernstudium nach Möglichkeit beibehalten. Weiterhin strebt er einen Ausgleich zwischen der digitalen und der realen Welt an.